# Dorjsürengiin Sumiyaa
Dorjsürengiin Sumiyaa (Baruunturuun, 11 marzo 1991) è una judoka mongola.

## Carriera
Nel 2016 ha partecipato ai Giochi olimpici di Rio de Janeiro vincendo per shido sia al secondo turno contro il l'olandese Sanne Verhagen sia ai quarti di finale contro la portoghese Telma Monteiro ed in semifinale riesce a battere l'atleta nipponica Kaori Matsumoto per ippon, approdando in finale senza subire alcun punto, perdendo però l'incontro decisivo per 10-0 contro la brasiliana Rafaela Silva, vincendo così la medaglia d'argento.

## Palmarès
- Giochi olimpici

Rio de Janeiro 2016: argento nei 57 kg.
- Mondiali

Astana 2015: bronzo nei 57 kg;
Budapest 2017: oro nei 57 kg.
Baku 2018: bronzo nei 57 kg.
- Giochi asiatici

Incheon 2014: bronzo nei 57 kg.
- Campionati asiatici

Bangkok 2013: bronzo nei 57 kg.
Tashkent 2016: oro nei 57 kg.
- Universiadi

Gwangju 2015: oro nei 57 kg.

### Vittorie nel circuito IJF
| Data             | Località    | Paese               | Categoria     |
| ---------------- | ----------- | ------------------- | ------------- |
| 24 novembre 2011 | Qingdao     | Cina                | Gran Prix     |
| 25 maggio 2013   | Tjumen'     | Russia              | World Masters |
| 27 luglio 2013   | Ulan Bator  | Mongolia            | Gran Prix     |
| 25 marzo 2015    | Tbilisi     | Georgia             | Gran Prix     |
| 13 maggio 2015   | Rabat       | Marocco             | World Masters |
| 3 luglio 2015    | Ulan Bator  | Mongolia            | Gran Prix     |
| 20 novembre 2015 | Qingdao     | Cina                | Gran Prix     |
| 27 maggio 2016   | Guadalajara | Messico             | World Masters |
| 26 ottobre 2017  | Abu Dhabi   | Emirati Arabi Uniti | Gran Slam     |